# Quatuor Brodsky
Pour les articles homonymes, voir Brodsky.

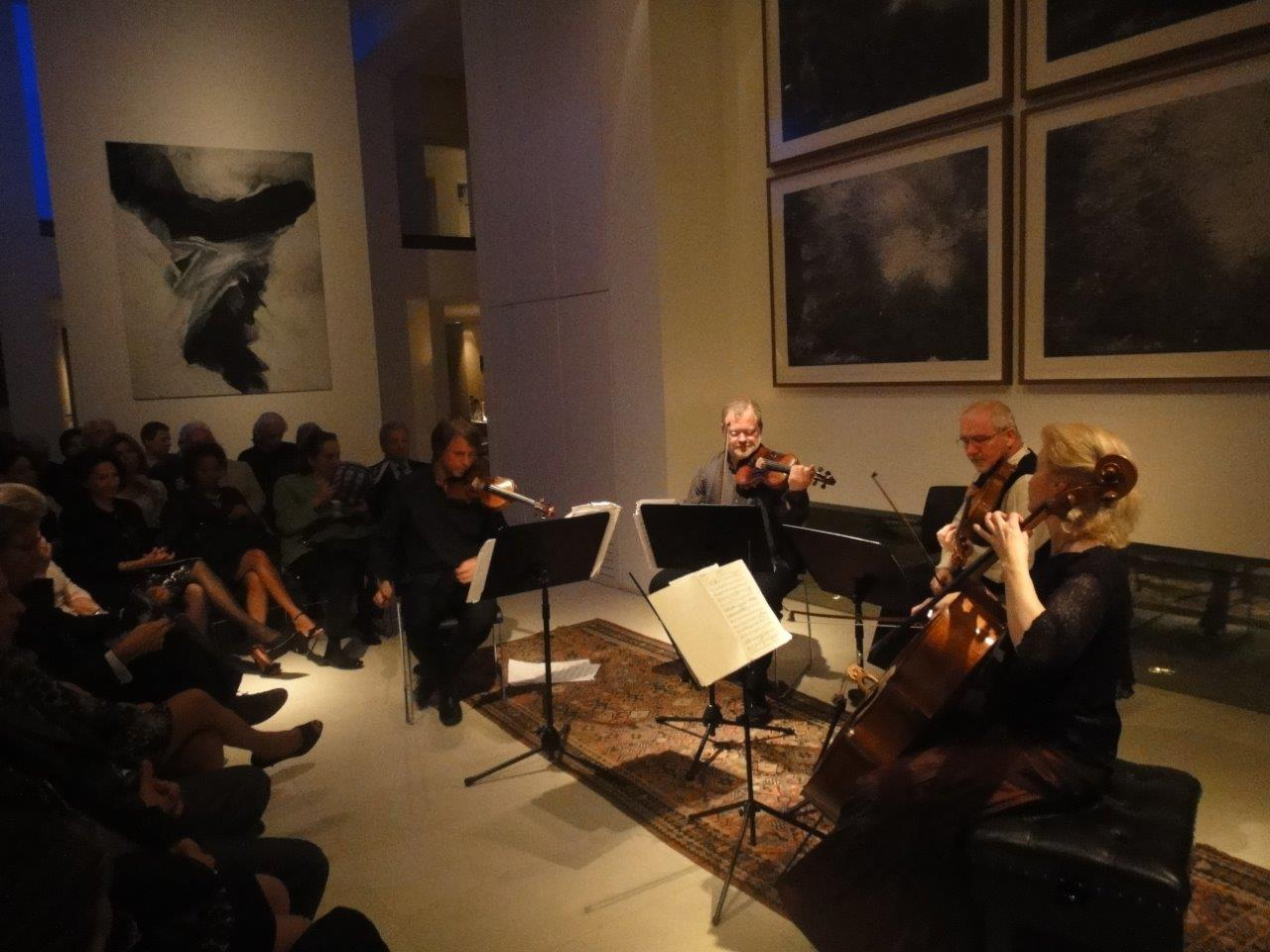
Le Quatuor Brodsky en concert, en 2014.

Le Quatuor Brodsky est un quatuor à cordes britannique créé en 1972. Seuls Ian Belton et Jacqueline Thomas font encore partie des membres fondateurs.
Outre le fait qu'il interprète de la musique classique et en particulier le répertoire pour quatuor à cordes de Haydn, Beethoven, Schubert, Bartók et Chostakovitch, il collabore avec des personnalités du rock et de la musique pop telles que Björk, Elvis Costello et Paul McCartney. Il enregistre ainsi les « cordes » sur l'album Family Tree de Björk.
À une certaine époque, le Quatuor jouait habituellement debout. Le violoncelle de Jacqueline Thomas était équipé d'une pointe extra-longue et elle utilisait un petit tabouret sous son pied gauche afin que l'instrument puisse reposer contre son genou plié. En mai 1998, le Quatuor Brodsky reçoit un prix de la Société de l'Orchestre philharmonique royal pour sa contribution exceptionnelle au monde de la musique.
Parallèlement à ses performances et au travail d'enregistrement, le Quatuor Brodsky est régulièrement invité à la Royal Scottish Academy of Music and Drama, où il encadre de jeunes ensembles de musique de chambre qui fréquentent l'académie. Pendant de nombreuses années, il a enseigné et s'est produit à l'École d'été internationale de Dartington (en).
Le Quatuor Brodsky n'est pas le premier quatuor à porter ce nom. Le violoniste Adolph Brodsky (1851 - 1929), dédicataire et créateur du Concerto de Tchaïkovski, a dirigé deux quatuors différents sous ce même nom (1870 - 1890 et 1895 - 1927). En 1918, Edward Elgar dédicace son quatuor à cordes en mi mineur op. 83 au 2e quatuor Adolph Brodsky (en),.

## Membres
- Daniel Rowland, violon[5], sur un Lorenzo Storioni de 1793
- Ian Belton, violon, sur un Giovanni Paolo Maggini de 1615
- Paul Cassidy, alto, sur un anonyme de 1720
- Jacqueline Thomas, violoncelle, sur un Thomas Perry de 1785[2]

## Créations
L'ensemble a créé de nombreuses œuvres :
- 1983 : Clarinette and Strings Quartet de Morton Feldman
- 1984 : Quatuor à cordes de Martin Butler
- 1984 : Quatuor à cordes no 5 de David Matthews
- 1992 : The Juliette Letters d'Elvis Costello
- 1993 : Lamet for String Quartet de Peter Sculthorpe
- 1994 : Little Suite for String Quartet de Peter Sculthorpe
- 1996 : Island Dreaming pour voix et quatuor à cordes, de Peter Sculthorpe
- 1999 : Quatuor à cordes no 10 « La Malinconia » d'Elena Firsova
- 2000 : Metro Nativitas de Javier Alvarez
- 2000 : Quatuor à cordes no 6 de Peter Smirnov
- 2000 : At the Grave of Beethoven de Karen Tanaka
- 2002 : Quintette pour piano et cordes, op. 69, d'Alexander Goehr
- 2004 : Quintette avec clarinette de Peter Maxwell Davies